# Montvay István
Montvay István (Debrecen, 1940. július 29. –) magyar elméleti fizikus, egyetemi tanár. A fizikai tudományok doktora.

## Életpályája
Szülei: Montvai István és Mannó Erzsébet. 1959–1963 között az ELTE hallgatója volt. 1963–1975 között az ELTE elméleti fizikai tanszékének oktatója volt. 1975–1978 között az MTA Központi Fizikai Kutatóintézetének (MTA KFKI) részecskefizikai főosztályvezetője és az ELTE címzetes egyetemi tanára volt. 1978–1979 között a Bielefeldi Egyetem tudományos munkatársa volt. 1980–1984 között a Hamburgi Egyetem tudományos munkatársaként dolgozott. 1985–2005 között a Deutsches Elektronen-Synchrotron (DESY) tudományos munkatársa volt. 2005-ben nyugdíjba vonult. 2007-től az Eötvös Loránd Fizikai Társulat tiszteletbeli tagja. 2018-ban a Münsteri Egyetem fizika tanszékének díszdoktora lett.
Kutatási területe a szuperszimmetria a rácson és a dinamikus fermionok rácsszimulációja volt. 

## Művei
- Quantum Fields on a Lattice (Gernot Münsterrel, 1992)

## Díjai
- Novobátzky Károly-díj (1970)[5]